# Frank Robert Tangherlini
Frank Robert Tangherlini, né le 14 mars 1924 à Boston (Massachusetts, États-Unis), est un physicien et théoricien américain de la relativité générale.

## Travaux
Frank Robert Tangherlini est l'éponyme de la métrique de Tangherlini, qu'il a découverte en 1963,,. Il s'agit d'une solution exacte à l'équation du champ d'Einstein, aussi connue comme la métrique de Schwarzschild-Tangherlini,, car elle généralise la métrique de Schwarzschild pour un espace-temps de plus de quatre dimensions. Cette métrique décrit un trou noir, connu comme le trou noir de Schwarzschild-Tangherlini.

### Publications originales
- [Tangherlini 1963] (en) F. R. Tangherlini, « Schwarzschild field in n dimensions and the dimensionality of space problem » [« Champ de Schwarzschild en n dimensions et le problème de dimensionnalité de l'espace »], Nuovo Cim., vol. 27, no 3,‎ fév. 1963, art. no 7, p. 636-651 (DOI 10.1007/BF02784569).